# Yannis M’Bemba
Yannis M’Bemba (* 1. Juli 2001 in Amiens) ist ein gabunisch-französischer Fußballspieler, der beim FC Dordrecht in der zweiten niederländischen Liga spielt.

## Karriere

### Verein
M’Bemba begann seine fußballerische Ausbildung 2010 beim SC Amiens in seiner Geburtsstadt. Nach nur einem Jahr wechselte er nach Westfrankreich zum FC Nantes. Hier stand er bereits in der Saison 2019/20 das erste Mal im Kader der zweiten Mannschaft in der National 2. In der Saison darauf kam er schon zu ersten Einsätzen in Frankreichs vierter Liga. Nach weiteren Amateureinsätzen debütierte er am 14. Januar 2022 (21. Spieltag) nach später Einwechslung gegen den OGC Nizza in der Ligue 1 für die Profis. Bis zum Ende der Spielzeit 2021/22 kam er zu noch einem weiteren Profispiel und gewann mit der Mannschaft den Pokal. Für die gesamte Saison 2022/23 wurde er an den Drittligisten Le Puy Foot verliehen. Hier war er über weite Strecken der Saison Stammspieler in der Innenverteidigung und kam auf 24 Ligaeinsätze und vier Pokalpartien.
Im Sommer 2024 wechselte M`Bemba zum FC Dordrecht.

### Nationalmannschaft
Im März 2024 wurde M’Bemba das erste Mal für die gabunische A-Nationalmannschaft berufen und debütierte am 25. März im Freundschaftsspiel gegen die Republik Kongo. Er wäre zudem für Frankreich und die Republik Kongo spielberechtigt.

## Erfolge
FC Nantes
- Französischer Pokalsieger: 2022